# Марков Дмитро Андрійович

Дмитро Марков

Марков Дмитро (Димитрій) Андрійович, чи Димитрій Марків (1864, Грушів — 1938, Львів) — галицький громадський діяч та публіцист першої чверті XX сторіччя, москвофіл. Його виступ в Райхсраті російською мовою викликав протест з боку галицьких послів, внаслідок чого Д. Маркова позбавили права голосу.

## Життєпис
Народився у селянській родині, молодший брат журналіста Осипа Маркова.
Закінчив німецькомовну гімназію у Львові та богословський факультет Львівського університету. Довершив освіту на юридичному факультеті в Інсбруку. Брав активну участь у громадському житті. Обирався до крайового Галицького сейму, Райхсрату Австро-Угорщини. Під час виборів 1913 року, в умовах загального падіння популярності москвофілів, став єдиним кандидатом від Русско-народної партії, якому вдалося пройти до Райхсрату.
Після початку Першої світової війни Дімітрія Маркова було заарештовано. Йому та п'ятьом його товаришам було пред'явлено звинувачення у державній зраді. У захисній промові Марков відкинув звинувачення, підкреслив, що, незважаючи на свої переконання, не порушував австрійських законів. Проте, разом з іншими учасниками процесу, він був засуджений до смертної кари, заміненої на довічне ув'язнення. Перебував у воєнній тюрмі Терезин до 1917 року, коли після смерті Франца-Йозефа І була оголошена амністія.
Після розпаду Австро-Угорщини повернувся до громадського життя, став одним з учасників Паризької мирної конференції, де разом з Дмитром Вергуном очолював делегацію галицьких русинів. Описав свою діяльність на конференції в споминах «Записки о Прикарпатской Руси на мирной конференции».
Після невдачі на конференції повернувся до Львова, де проживав до кінця життя, займаючись громадською діяльністю. Написав кілька робіт мемуарного характеру.

## Праці
- Письма публициста — 1906
- Русская и украинская идея в Австрии — 1911
- Записки о Прикарпатской Руси на мирной конференции — 1919
- Кто нас спасал в 1915 — 1934